# Kursk
Kursk (ros. Курск) – miasto w zachodniej Rosji, stolica obwodu kurskiego. Jest także centrum administracyjnym kurskiego rejonu, w którego skład jednak nie wchodzi stanowiąc samodzielną jednostkę administracyjną obwodu (okręg miejski).

## Geografia
Miasto położone jest w południowo-zachodniej Rosji, na Wyżynie Środkoworosyjskiej, na szlaku drogowym i komunikacyjnym prowadzącym z Moskwy do Jałty. Miasto sławne również ze względu na anomalie magnetyczne, powodowane występowaniem złóż żelaza.

## Historia
Jest jednym z najstarszych miast Rosji, po raz pierwszy wymienionym w dokumentach w 1032. Około 1237 zostało doszczętnie zniszczone przez Tatarów Batu-chana i zostało odbudowane po 1283.
W składzie Wielkiego Księstwa Litewskiego w okresie od 1362 do 1500 (formalnie do 1503). Następnie zdobywany kilkakrotnie przez oddziały Rzeczypospolitej w trakcie wojen z Moskwą w latach 1612, 1616, 1617 oraz 1634.
Według danych ze spisu powszechnego Kursk zamieszkiwali w 1897 roku głównie Rosjanie (92,4%), Ukraińcy (2,6%), Żydzi (2,0%) i Polacy (1,6%) (według kryterium językowego).
W 1918 r. w Kursku utworzono Tymczasowy Robotniczo-Chłopski Rząd Ukrainy następnie ulokowany w Sudży.
W lipcu 1943 na odcinku frontu na zachód od miasta rozegrała się jedna z największych bitew II wojny światowej – bitwa na łuku kurskim.

## Zabytki
- Cerkiew Zmartwychwstania z 1768
- Sobór św. Sergiusza z Radoneża z lat 1762–1778
- Cerkiew Staroobrzędowców z 1814
- Cerkiew Trójcy Świętej z 1816
- Sobór Ikony Matki Bożej „Znak” z lat 1816–1826
- Kościół Wniebowzięcia Maryi z lat 1892–1896, potocznie Kościół Polski, w stylu neogotyckim
- Kinoteatr im. Szczepkina z XIX wieku
- Wieże ciśnień z 1874 i 1920
- Gmach uniwersytetu z początku XX wieku
- Pomnik Lenina z 1956

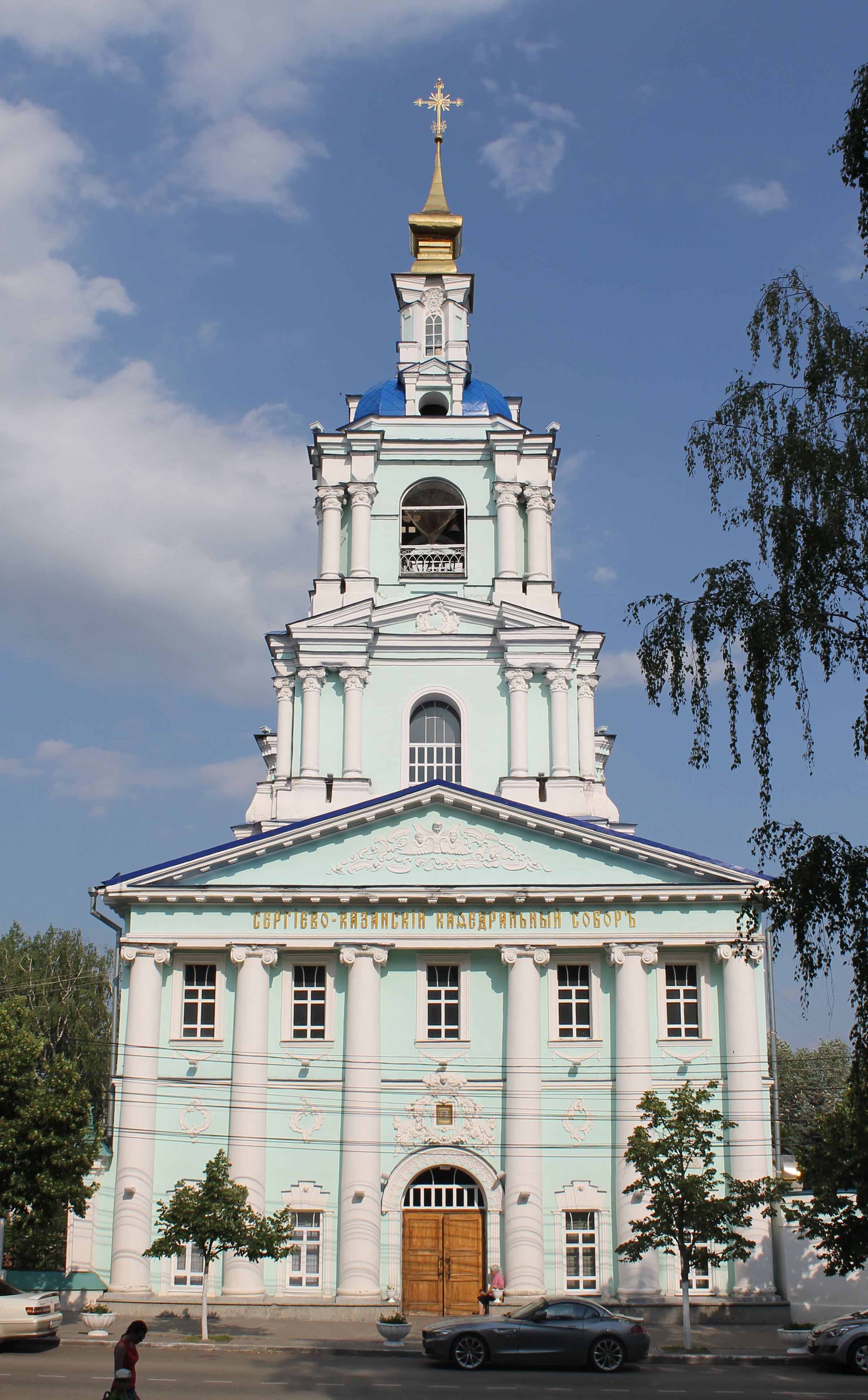
Sobór św. Sergiusza z Radoneża
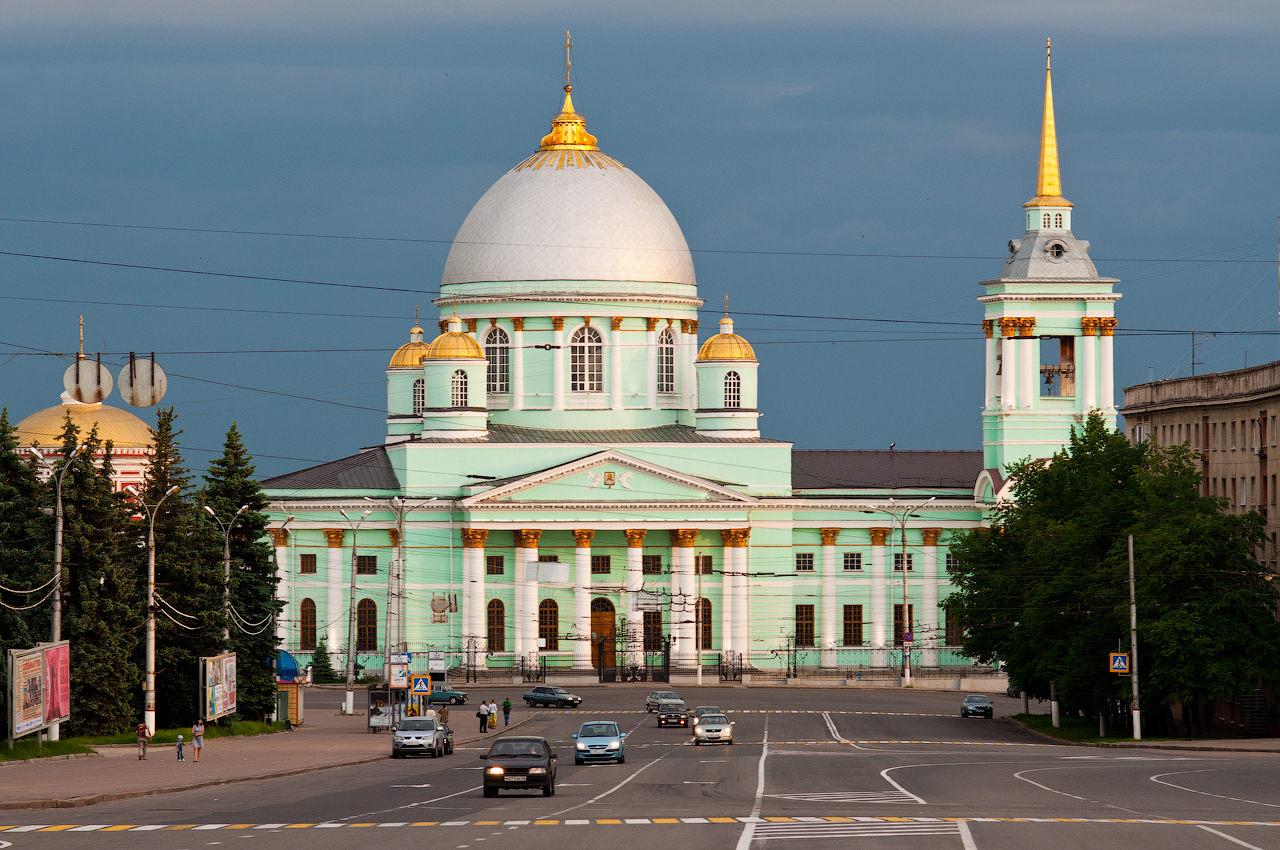
Sobór Ikony Matki Bożej „Znak”
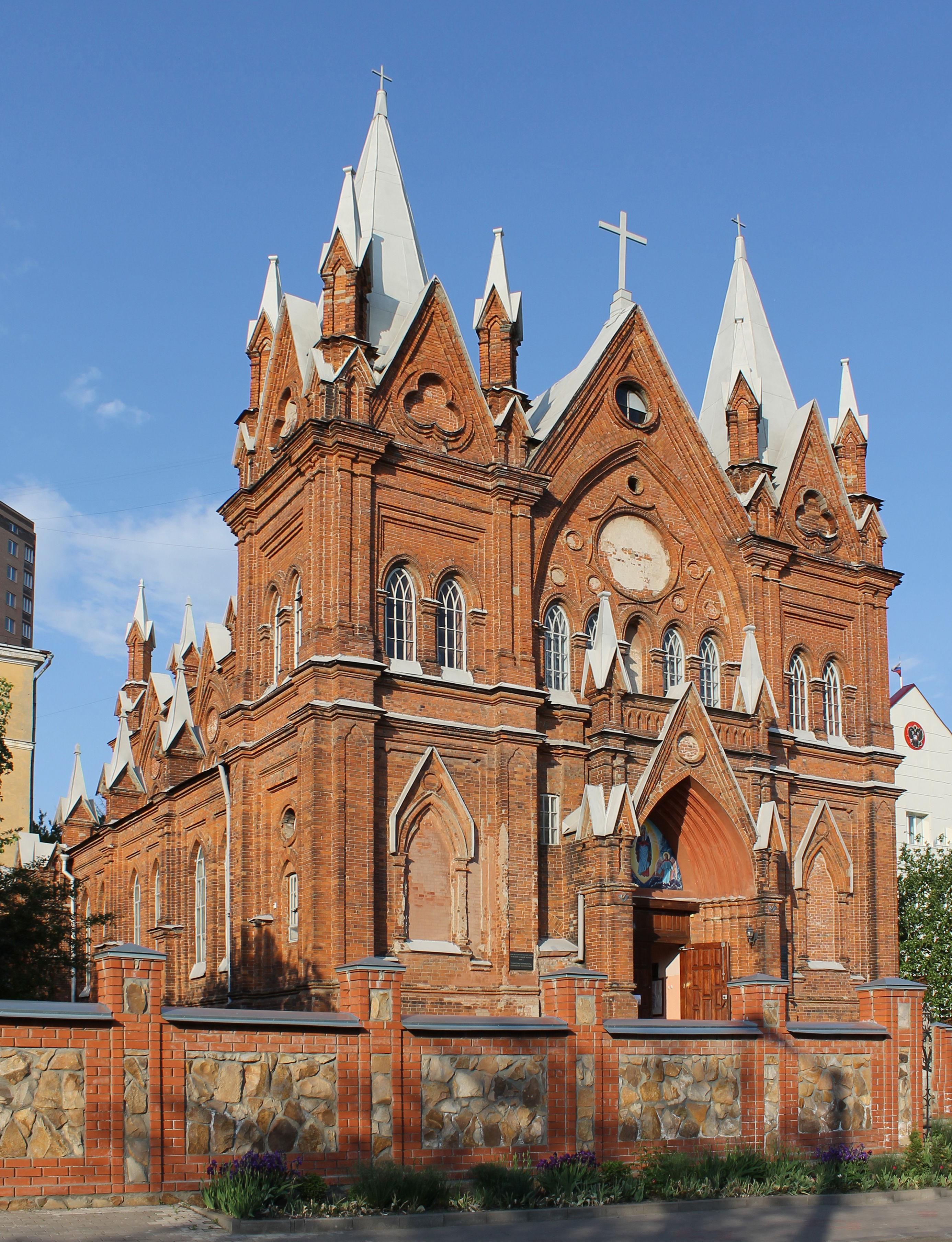
Kościół Polski
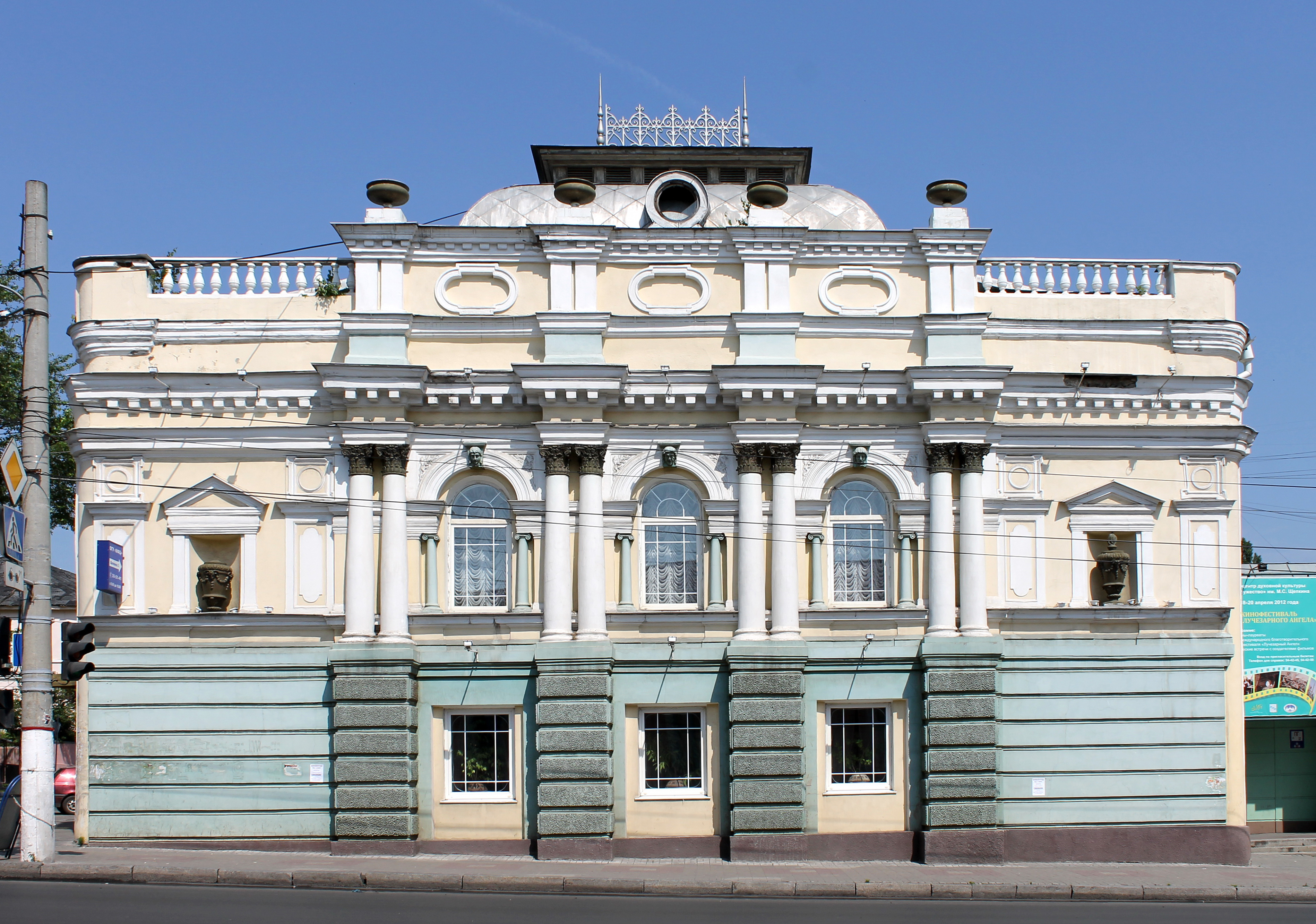
Kinoteatr im. Szczepkina
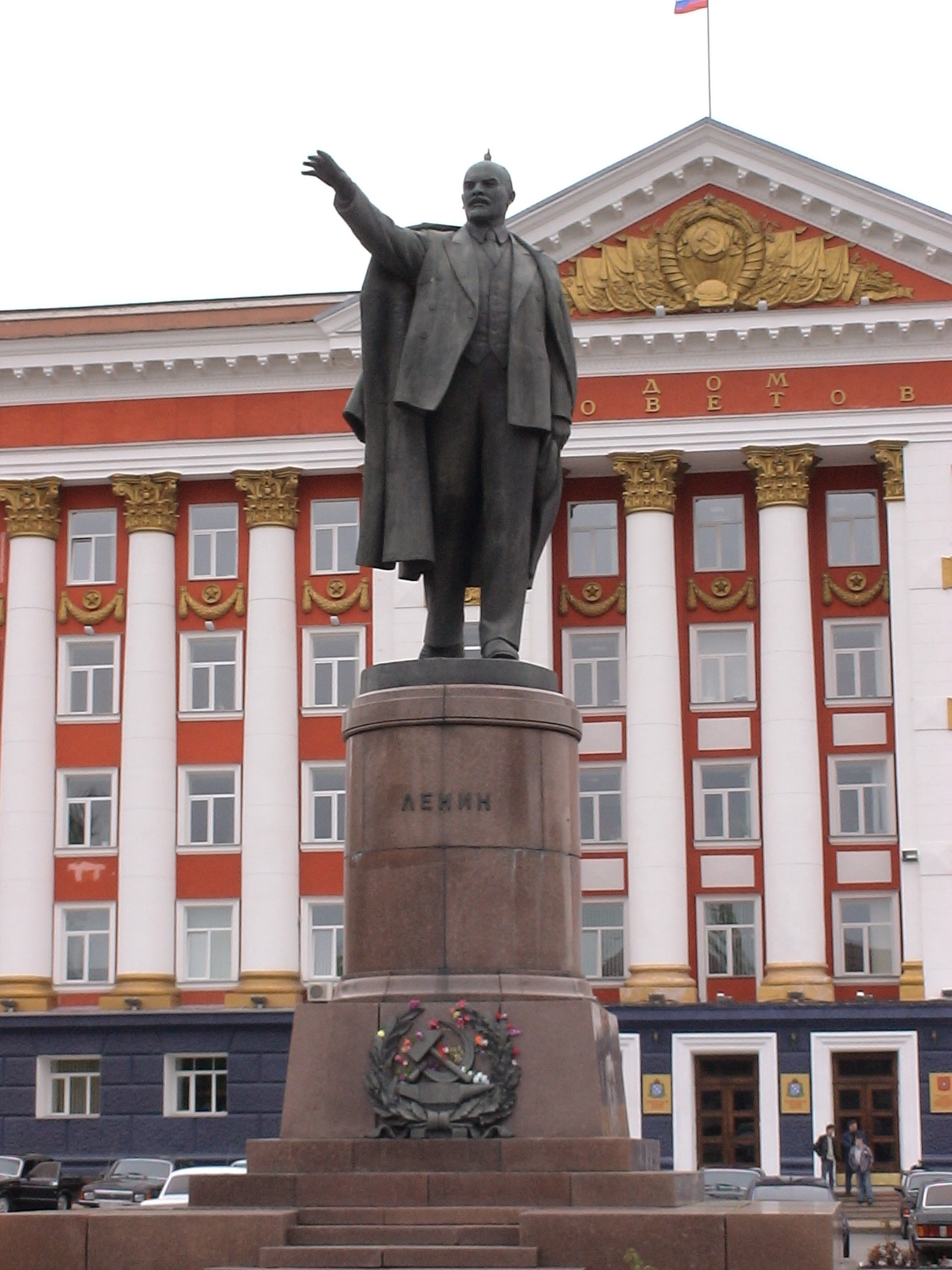
Pomnik Lenina
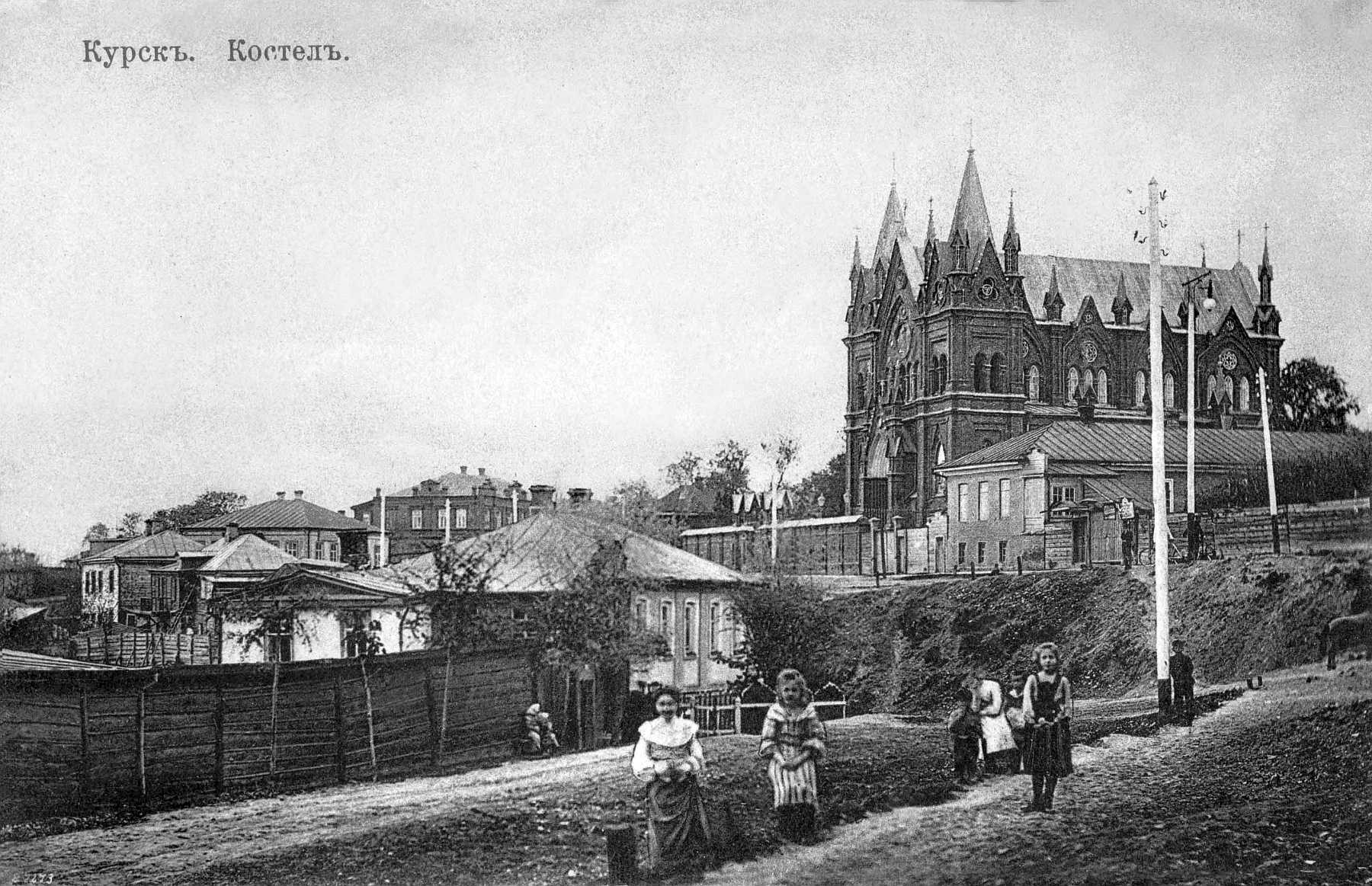
Polski kościół (początek XX wieku)

## Demografia
W 2020 roku miasto liczyło 452 tysiące mieszkańców.

## Gospodarka
W mieście rozwinął się przemysł maszynowy, elektrotechniczny, chemiczny, włókienniczy, skórzano-obuwniczy, materiałów budowlanych, szklarski oraz spożywczy.

## Sport

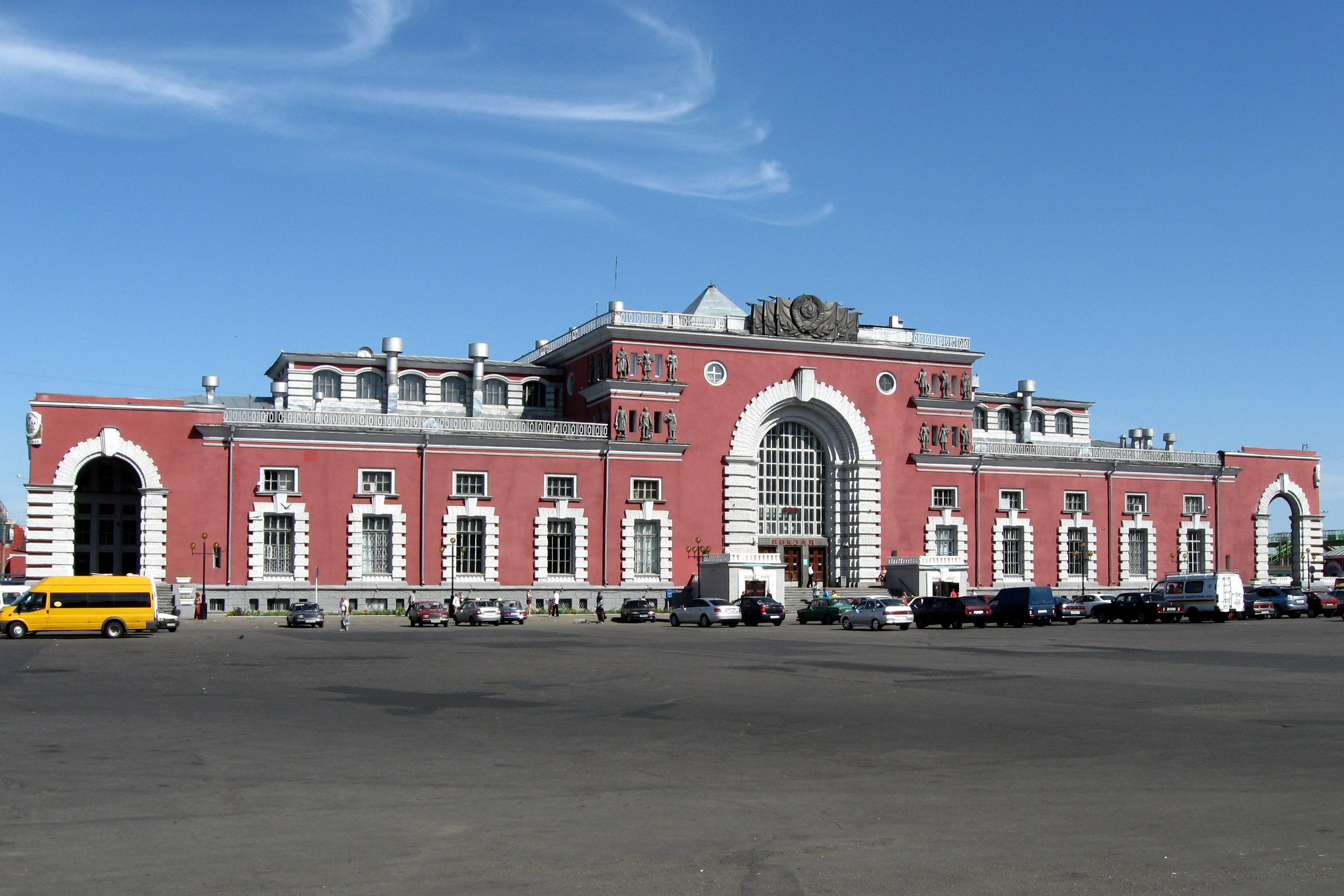
Dworzec kolejowy

- Awangard Kursk – klub piłkarski

## Osoby związane z Kurskiem

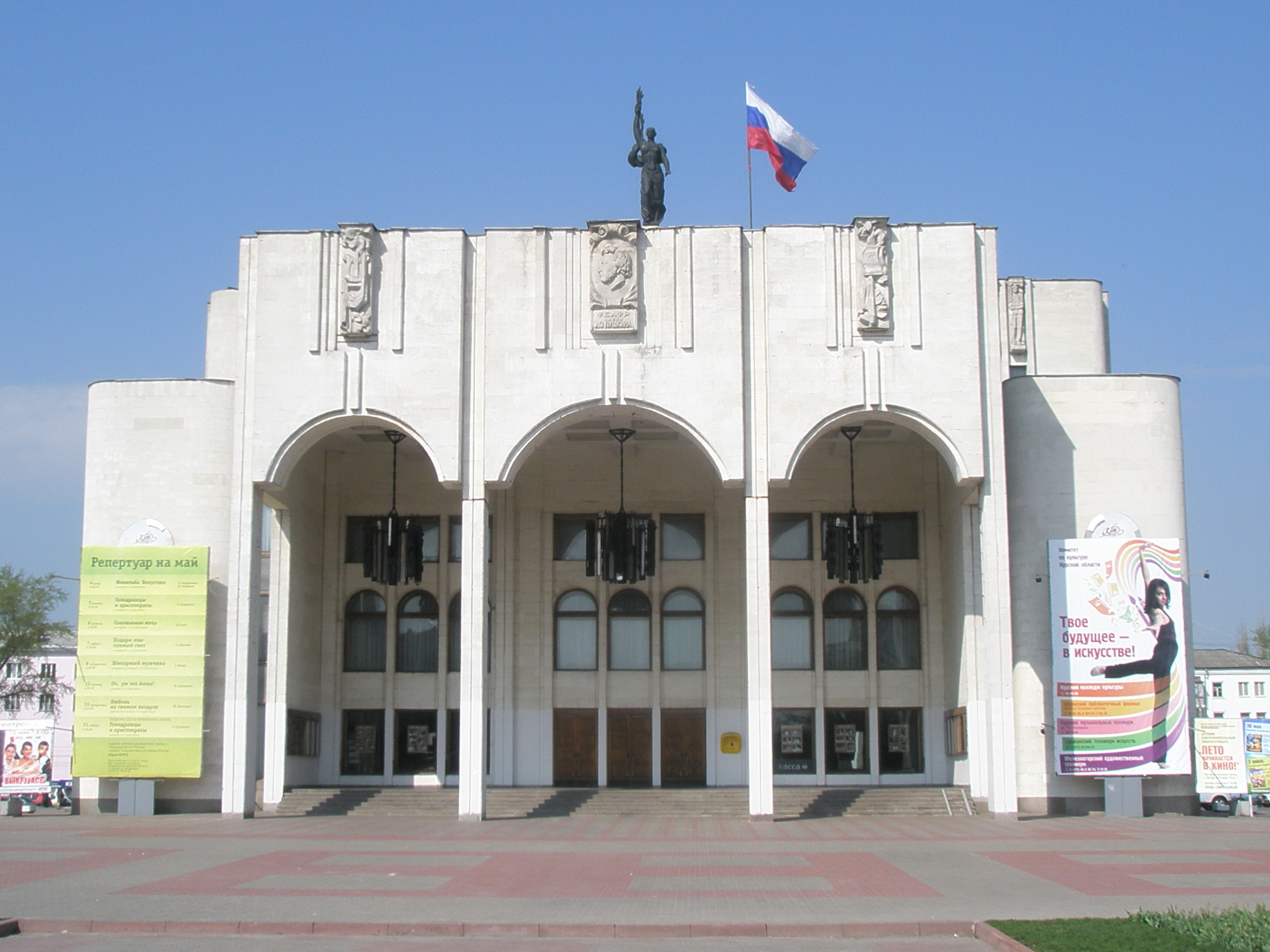
Teatr miejski im. Puszkina

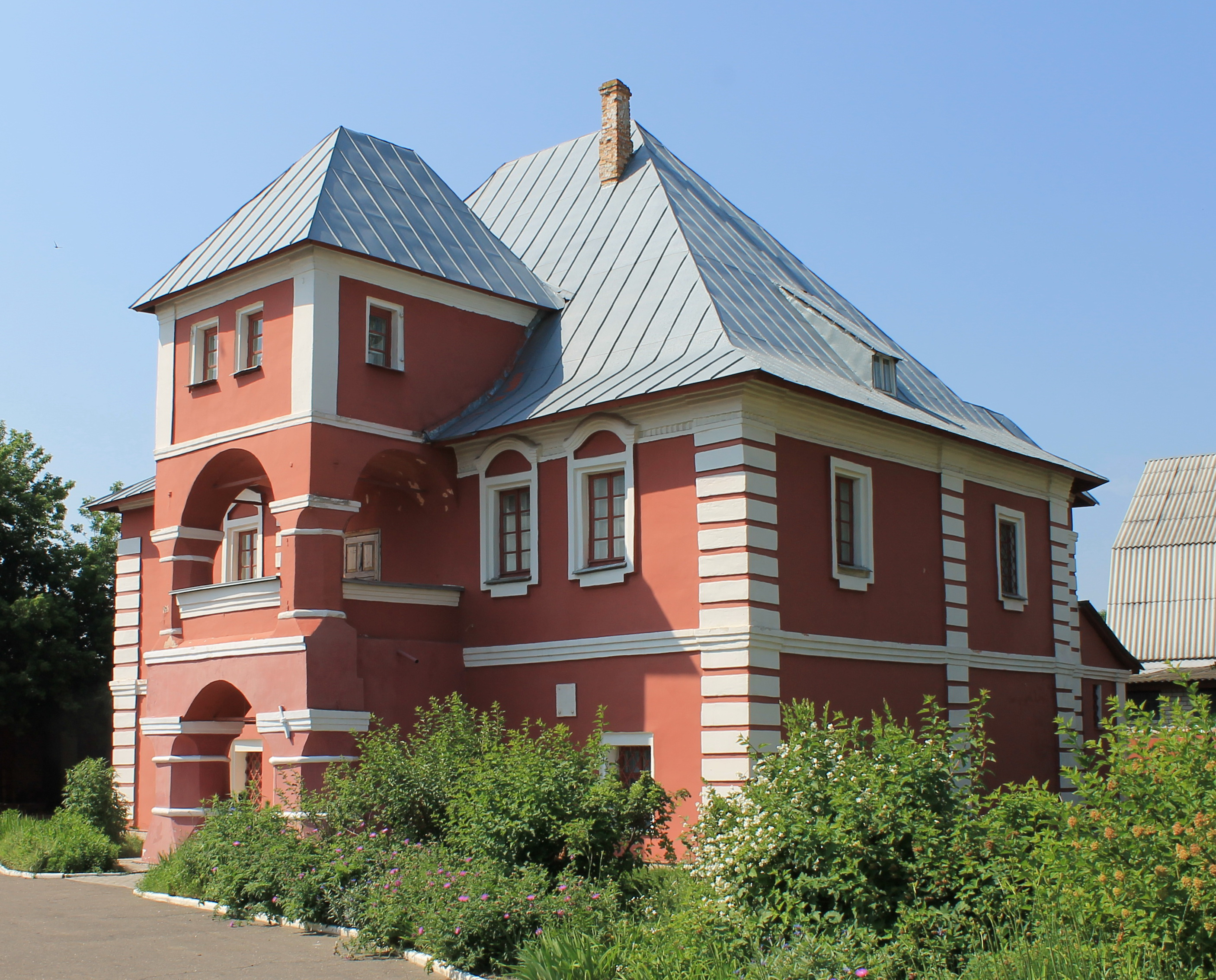
Muzeum archeologiczne

- Leonid Breżniew – radziecki polityk, Sekretarz Generalny KPZR, marszałek Związku Radzieckiego, czterokrotny Bohater Związku Radzieckiego, Bohater Pracy Socjalistycznej, pracował i uczył się w Kursku w latach 1921–1927
- Wacław Cimochowski – polski filolog, specjalizujący się w językoznawstwie indoeuropejskim, profesor, urodzony w Kursku
- Aleksandr Dejneka – radziecki malarz, grafik i rzeźbiarz, Ludowy Malarz ZSRR (1963), urodzony w Kursku
- Janina Dłuska – polska malarka i projektantka, urodzona w Kursku
- Maria Dłuska – polska teoretyk literatury, polonistka, językoznawca
- Tomasz Kiciński – członek Sprzysiężenia Wysockiego, powstaniec listopadowy, zesłaniec
- Wadim Kirpiczenko – radziecki oficer wywiadu, zastępca naczelnika I Zarządu Głównego Komitetu Bezpieczeństwa Państwowego (1979–1991), generał porucznik, urodzony w Kursku
- Nikołaj Korotkow – rosyjski chirurg
- Kazimierz Malewicz – polskiego pochodzenia rosyjski i radziecki malarz awangardowy, twórca suprematyzmu
- Marian Massonius – polski filozof i pedagog, działacz oświatowy i dziennikarz, wieloletni wykładowca Uniwersytetu Stefana Batorego, urodzony w Kursku
- Nikołaj Murzin – rosyjski wojskowy (pułkownik), dowódca pododdziału artylerii 3 pułku Rosyjskiego Korpusu Ochronnego podczas II wojny światowej
- Jan Piekałkiewicz – polski ekonomista, polityk, Delegat Rządu na Kraj, urodzony w Kursku
- Olgierd Pożerski (1880-1930) – generał dywizji Wojska Polskiego, urodzony w Kursku
- Aleksandr Ruckoj – rosyjski polityk, wiceprezydent Rosji, pierwszy gubernator obwodu kurskiego
- Serafin z Sarowa – XIX w. prawosławny rosyjski święty i mistyk
- Aleksiej Szein – rosyjski dowódca i polityk, wojewoda kurski w latach 1683–1685, pierwszy rosyjski generalissimus
- Grigorij Szelichow – rosyjski podróżnik, nawigator

## Miasta partnerskie

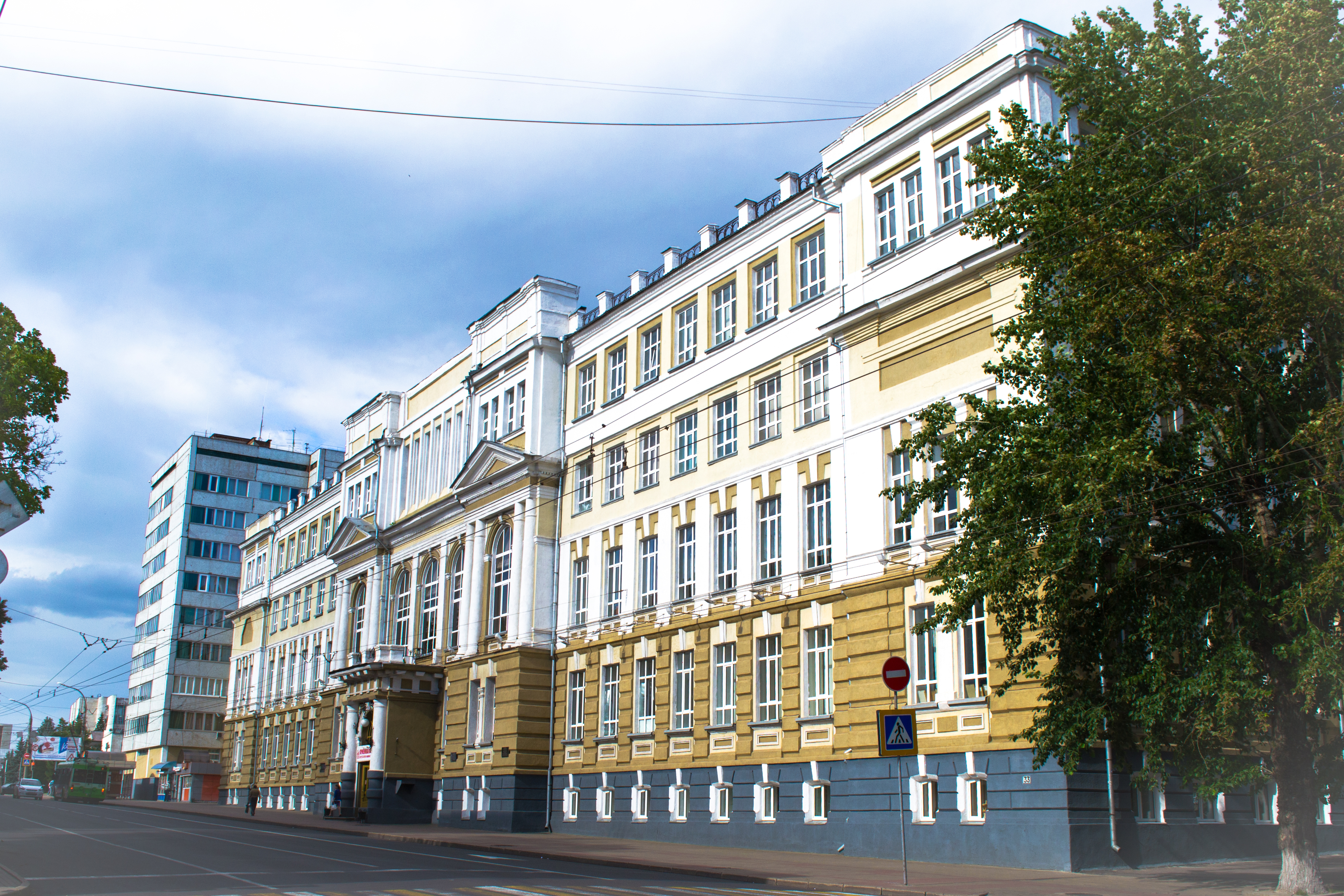
Kurski Uniwersytet Państwowy

- Zweibrücken (Niemcy)
- Spira (Niemcy)
- Witten (Niemcy)
- Nisz (Serbia)
- Užice (Serbia)
- Veszprém (Węgry)
- Herning (Dania)
- Czern (Rosja)
- Sumy (Ukraina)